# Tammy Cleland
Tammy Cleland   (Sanford, 26 d'octubre de 1975) és una exnedadora estatunidenca, especialitzada en natació sincronitzada, que va competir durant la dècada de 1990.
El 1996 va prendre part en els Jocs Olímpics d'Atlanta, on guanyà la medalla d'or en la competició per equips. Quatre anys més tard, als jocs de Sydney, fou cinquena en aquesta mateixa prova. En el seu palmarès també destaca la medalla d'or en la competició per equips del Campionat del Món de natació de 1994.